# The Haunted (album)
The Haunted er debutalbummet fra det svenske thrash metalband The Haunted som blev udgivet den 23. juni 1998 gennem Earache Records.

## Spor
1. "Hate Song" – 3:00
2. "Chasm" – 3:10
3. "In Vein" – 3:24
4. "Undead" – 2:10
5. "Choke Hold" – 3:44
6. "Three Times" – 2:42
7. "Bullet Hole" – 4:18
8. "Now You Know" – 3:30
9. "Shattered" – 3:18
10. "Soul Fracture" – 3:46
11. "Blood Rust" – 3:42
12. "Forensick" – 4:17

## Musikere
- Jonas Björler – Bas
- Anders Björler – Guitar
- Peter Dolving – Vokal
- Adrian Erlandsson – Trommer
- Patrick Jensen – Guitar